# 土井虎賀寿
土井 虎賀壽（どい とらかず、1902年2月19日 - 1971年3月10日）は、哲学者・文学者。香川県出身。

## 人物
香川県木田郡の医師の家に生まれる。旧姓久保。第三高等学校理科乙類（ドイツ語クラス）から京都帝国大学理学部（物理）へ進むが、哲学科へ再入学、1926年卒業。学生時代は大山定一と下宿が同じで、親友であった。卒業後いったん実家に帰り女学校に勤め結婚する。しかし、二年で妻に先立たれ京都へ戻って大学院に進む。1929年、三高講師となる。1941年、三高教授、京都帝国大学講師となる。1948年、三高、京大を辞職、東京大学仏文科大学院に入学して二年間学ぶ。1953年、相模女子大学教授、学習院大学講師となる。1964年、獨協大学初代学長天野貞祐の招きを受け外国語学部教授となり、「哲学」・「外国文学」を担当する。
「土井虎（ドイトラ）」の愛称で親しまれ、京都学派の「異端児」・「奇人哲学者」として知られた。京都では西田幾多郎、田辺元、天野貞祐らに学ぶ。戦後、哲学から文学への転向を目指し、辰野隆に師事すべく職を捨てて東大大学院に入るが辰野はその年退官であった。しかし、この行動がマスコミに賞賛されたことから土井ブームが起こり、続けざまに『世界文学』などへの投稿や著書、またニーチェの翻訳を刊行する。1954年当時東大寺官長の上司海雲から「華厳経」のドイツ語訳を委嘱され、十余年の歳月を費やしこの難事業を完うする。土井哲学のスタートは「論理学」である。しかし、その根源に一貫して横たわるキーワードは「悲劇性への意志」、ゲーテの「敬虔性」、華厳の事事無礙としての「空の哲学」が予測できる。
三高時代から晩年の獨協大学まで、その授業風景は学生達の魂を揺り動かし巻き込む独自の風貌と世界があったといわれる。またその奇人・奇行ぶりは、青山光二（三高での教え子だった）『われらが風狂の師』に、土岐数馬の名で、家族の名前以外の固有名はそのままに描かれている。戦後武田泰淳の妻となる鈴木百合子（武田百合子）も登場する。三高では田宮虎彦・野間宏・竹之内静雄・粟津則雄、そして、ノーベル物理学賞受賞者江崎玲於奈も土井の教え子だった。1950年、『ツァラトストラかく語りぬ』の翻訳を、『展望』誌で「青木智夫」名義でこき下ろしたのは、ドイツ文学者・東大教授の手塚富雄である。また武田泰淳の『ひかりごけ』の「異形の者」に出てくる哲学者は土井をモデルとしている。
結婚して虎賀壽は土井姓になったが、妻の土井杉野は、元東北大に学んだ学徒で、土井すぎのの名でアンナ・シュウエル『黒馬物語』の翻訳がある。土井杉野・長女土井佐保、そして獨協大学の図書館長を務めた歌人乗松恒明は晩年の土井の思索活動を最後まで支えた同志であった。

## 著書

### 単著
- 『「ツァラトーストラ」 羞恥・同情・運命』 岩波書店, 1936
- 『ヒューム』弘文堂書房, 1937
- 『原初論理学 』中西屋、1937
- 『触覚的世界像の成立』－ニイチェ 河出書房, 1939
- 『生成の形而上学序論 』（第1部 オイディプス王序論(フリードリヒ・ニイチェ) 悲劇性への意志）筑摩書房, 1941
- 『抒情詩の厭世 』（ゲーテからニイチエへ）創元社百花文庫, 1947
- 『ゲーテ箴言抄』秋田屋書店, 1947
- 『ゲーテとニーチェを結ぶもの』創元社, 1948
- 『斎藤茂吉とヨーロッパ的世界』  永言社, 1948
- 『生の祈願と否定の精神』八雲書店, 1948
- 『ニイチェの精神伝統』  新月社, 1949
- 『哲学から文学へ』新月社, 1949
※安田義明＊「〔旧刊本紹介〕土井虎賀壽著『哲學から文學へ』」『滝川国文』第32巻、國學院大學北海道短期大学部国文学会、2016年、69-73頁、doi:10.24626/kokutand.32.0_69。＊安田義明 - researchmap
- 『ゲーテのヒューマニズム』 評論社, 1949
- 『愛情の道化と救濟の知慧』（　「ファウスト」をめぐつて　） 糸書房、1949
- 『時間と永遠』 筑摩書房, 1974

### 翻訳
- 『判断論』　エミール・ラスク 　岩波書店、1929
- 『哲学の論理学』　ラスク 　岩波書店　1930
- 『ラィナー・マリーア・リルケ』 ルウ・アンドレアス・サロメ　筑摩書房, 1943
- 『意志と表象としての世界第1』 　ショーペンハウェル 　三笠書房, 1949
- 『ツァラトゥストラかく語りぬ』　ニーチェ 　三笠書房、1950
- 『この人を見よ』　ニーチェ 　三笠書房, 1950
- 『悲劇の誕生』　ニーチェ 　三笠書房,1950
- 『力への意志』上・下 　ニーチェ 　三笠書房, 1951
- 『Das Kegon Sutra』・『大方廣佛華嚴經』 第15回日本翻訳文化賞受賞

　Torakazu Doi -- Deutsche Gesellschaft für Natur- und Völkerkunde Ostasiens, Gesellschaft für Natur- u. Völkerkunde Ostasiens e.V., 1957　(Mitteilungen der Deutschen Gesellschaft für Natur- und Völkerkunde Ostasiens)　1978　

### 主な寄稿論文
- 『四季』第70号12月号　「茂吉における沈静なるもの」　1942（昭和17年12月）
- 『四季』第79号10月号　「神話と詩心」　1943（昭和18年10月）
- 『中央公論』58巻5号 「聖徳太子における大和心」　中央公論社
- 『哲學評論』第三巻第二号　特集・哲学的エッセイ 「否定」（アリストテレス・ヘーゲル）民友社　1948（昭和23年6月）
- 『文藝時代』 「ある魂の遁走」1949（昭和24年3月）
- 『シェークスピア研究』「シェクスピアの無気味な清潔さについて」　新月社　1949（昭和24年6月）
- 『生死の思索』 「絶望について」　池田書店　1950（昭和25年5月）
- 『思想』通号330　「はかなきものの美しさについて--ヘラクレイトスの生成流転とニーチェの永却回帰」1951（昭和26年）
- 『大法輪』 「西欧思想から見た菩薩」　1960（昭和35年5月）
- 『大法輪』 ある哲学者の遺稿 「華厳の事々無礙とニーチェと私」　1974（昭和46年6月）

## 関連書物・寄稿文など
- 『現代哲学者論』「佐藤信衛と土井虎賀壽」 田間義一著　育英書院　1943（昭和18年）
- 「朝日新聞」天声人語　1948(昭和23年)4月13日
- 『ソフィア』「西洋文化ならびに東西文化交流の研究」＜書評＞華厳経入門（土井虎賀寿）デュモン，Ｈ　8巻2号 上智大学　1959（昭和34年）6月
- 『獨協大学ニュース』「土井虎賀壽先生を悼む」乗松恒明  1971（昭和46年）4月号
- 『文藝春秋』「葬式まんじゅうと田辺元」 竹之内静雄　1971（昭和46年）6月号
- 『毎日新聞』「学者が残したスケッチ　遺作・土井虎賀寿　素描展」1974.6.19（昭和49年）
- 『小説新潮』「われらが風狂の師」（160枚） 青山光二　1974（昭和56年）7月
- 『芸術新潮』「気まぐれ美術館　土井虎賀壽・素描と放浪と狂気と」 洲之内徹　1974（昭和49年）9月
- 『目-わが純粋観客』「荒野の哲学者－土井虎賀壽」 夏堀正元　おりじん書房　1974（昭和49年）10月
- 『時間と永遠』土井虎賀壽の栞　「土井哲学と「論理学」講義」 野間宏・「土井君の思いで」相原信作・「土井先生の絵」 　田中岑　1974（昭和49年）5月
- 「朝日新聞」「日の目みた華厳経の独語訳」土井虎賀壽氏の遺稿　 1978.8.10（昭和53年）
- 『われらが風狂の師』上・下　 青山 光二、新潮社　1981（昭和56年）7月
- 『読売新聞』「青山光二著　「われらが風狂の師」型破りの異能児伝記小説　小松伸六　1981.7.27(昭和56年)
- 『先師先人』「土井虎賀壽教授のこと」 竹之内静雄著　新潮社　1982（昭和57年）6月
- 「熊本日日新聞」「故土井氏「華厳経」の訳業」全巻刊行まであと一巻　 1982.6.6（昭和57年）
- 『芸術至上主義文芸』11号 ＜特集続・近代風狂論＞「土井虎賀壽」 長谷部紫紺 1985（昭和60年）11月
- 『小説新潮』「荒野の人　ある哲人と文士　」 夏堀正元　1986（昭和61年）6月
- 『現代文学　研究と批評』1号 「土井虎賀壽と野間宏」 紅野謙介　現代文学の会　1988（昭和63年）10月
- 『われらが風狂の師』 青山 光二、新潮文庫　1989（平成元年）4月
- 『比較思想研究』別冊24号　「仏教と哲学の抱合 : 土井虎賀壽の場合」　久保 紀生　大正大学
- 『物語「京都学派」』 「奇人「土井虎」の面目」 竹田篤司　中央公論新社　2001（平成12年）10月、中公文庫、2012年
- 『あの頃の大学生たち－戦後激動の「改革期」を生きる－』「生命科学的心理学への道、土井虎賀寿先生に導かれて・土井虎　賀寿先生の心　理学講義」京都大学教育学部第二回生有志　苧坂良二　クリエイトかもがわ　2005（平成17年）
- 『仏教の人間観』 「実存哲学から華厳思想へ－土井虎賀壽研究」 久保 紀生  北樹出版　2007（平成19年）
- 「風狂の師　土井虎賀壽論」 長 榮一
- 『學士會会報』 No.884　土井虎賀寿訳「DAS KEGON SUTRA, 4Bde.」と土井杉野さん 田村　哲樹（名古屋大学大学院法学　研究科教授）　2010（平成22年）9月